# Habitatge al carrer Major, 7 (Sant Pere de Torelló)
L'Habitatge al carrer Major, 7 és una casa de Sant Pere de Torelló (Osona) protegida com a Bé Cultural d'Interès Local.

## Descripció
Es tracta d'un edifici entre mitgeres, de planta baixa i dos pisos. Les obertures s'ordenen simètricament per la façana principal seguint dos eixos verticals. Es tracta de balcons volats i baranes de ferro forjat, i de llinda plana tant en el primer pis com en el segon, i mantenten una gradació de proporcions en alçada. Aquesta casa reformada prové de la transformació de sagrers en habitatges i tallers per a oficis artesanals de l'època feudal. Correspon a un creixement de la ciutat del tipus "agrupat" que conforma espais públics molt irregulars i carrers estrets, perfectament adaptats a la topografia